# Němčina
Němčina (německy Deutsch) je západogermánský jazyk používaný především v západní a střední Evropě. Je to nejrozšířenější a nejpoužívanější úřední nebo spoluúřední jazyk v Německu, Rakousku, Švýcarsku, Lichtenštejnsku a italské provincii Jižní Tyrolsko. Je také úředním jazykem Lucemburska a Belgie a také uznávaným národním jazykem v Namibii. Mimo Německo jím mluví také německé komunity ve Francii (Alsasko), České republice (severní Čechy), Polsku (Horní Slezsko), Slovensku (Košický kraj, Spiš a Hauerland) a Maďarsku (Šoproň).
Němčina je součástí západogermánské větve germánské jazykové rodiny, která sama je součástí větší indoevropské jazykové rodiny. Nejblíže je příbuzná dalším západogermánským jazykům, jmenovitě afrikánštině, nizozemštině, angličtině, fríským jazykům a skotštině. Obsahuje také blízké podobnosti ve slovní zásobě s některými jazyky v severogermánské skupině jako je dánština, norština a švédština. Moderní němčina se postupně vyvinula ze staré horní němčiny, která se zase vyvinula z protogermánštiny v určitém okamžiku raného středověku. Němčina je druhým nejrozšířenějším germánským a západogermánským jazykem po angličtině jako prvním nebo druhém jazyce.
Dnes je němčina jedním z hlavních jazyků světa. Je to nejpoužívanější mateřský jazyk Evropské unie. Němčina je také široce vyučována jako cizí jazyk, zejména v kontinentální Evropě, kde je třetím nejčastěji vyučovaným cizím jazykem (po angličtině a francouzštině), a ve Spojených státech. Jazyk byl vlivný v oblastech filozofie, teologie, vědy a techniky. Je to druhý nejčastěji používaný vědecký jazyk a patří mezi nejpoužívanější jazyky na webových stránkách. Německy mluvící země jsou na pátém místě z hlediska ročního vydání nových knih, přičemž desetina všech knih (včetně e-knih) na světě vychází v němčině.
Němčina je flektivní jazyk se čtyřmi pády pro podstatná jména, zájmena a přídavná jména (nominativ, akuzativ, genitiv, dativ); tři rody (mužský, ženský, střední); a dvě čísla (jednotné, množné). Má silná a slabá slovesa. Většina slovní zásoby pochází ze starověké germánské větve indoevropské jazykové rodiny, zatímco menší podíl je částečně odvozen z latiny a řečtiny, spolu s menším počtem slov vypůjčených z francouzštiny a moderní angličtiny. Písemný projev v němčině je latinkou se spřežkovým pravopisem. Jednou ze zvláštností je, že podstatná jména se zásadně píší velkými počátečními písmeny. 
Němčina je pluricentrický jazyk; tři standardizované varianty jsou německá, rakouská a švýcarská spisovná němčina. Spisovná němčina nemá jednotnou kodifikaci, nýbrž je v každé německy mluvící zemi poněkud odlišná. Poslední větší reforma německého pravopisu proběhla v roce 1996 a přepracována byla v letech 2004 a 2006. Spisovná němčina je někdy označována jako hornoněmčina, přičemž se odkazuje na její regionální původ jazyků hornoněmčiny. Je také pozoruhodná svým širokým spektrem dialektů s mnoha varietami existujícími v Evropě a dalších částech světa. Některé z těchto nestandardních variant byly uznány a chráněny regionálními nebo národními vládami.
Od roku 2004 se hlavy států německy mluvících zemí scházejí každý rok a Rada pro německý pravopis je hlavním mezinárodním orgánem regulujícím německý pravopis. Studiem němčiny se zaobírá filologický obor zvaný germanistika. 

## Klasifikace
Němčina je indoevropský jazyk, který patří do západogermánské skupiny germánských jazyků. Germánské jazyky jsou tradičně rozděleny do tří větví: severogermánské, východogermánské a západogermánské. První z těchto větví přežívá v moderní dánštině, švédštině, norštině, faerštině a islandštině, přičemž všechny pocházejí ze staré severštiny. Východogermánské jazyky jsou nyní zaniklé a gótština je jediným jazykem z této větve, který přežívá v psaných textech. Západogermánské jazyky však prošly rozsáhlým nářečním rozdělením a jsou nyní zastoupeny v moderních jazycích, jako je angličtina, němčina, holandština, jidiš, afrikánština a další.
V rámci kontinua dialektů západogermánského jazyka slouží Benrátská linie a uerdingenská linie (procházející přes Düsseldorf-Benrath a Krefeld-Uerdingen) k odlišení germánských dialektů, které byly ovlivněny posunem souhlásek u hornoněmeckých jazyků (jižně od Benrathu), od těch, které toto nepostihlo (severně od Uerdingenu). Různé regionální nářečí mluvené jižně od těchto linií jsou seskupeny jako dialekty hornoněmčiny, zatímco dialekty mluvené na sever zahrnují dolnoněmecké a dolnofranské dialekty. V rámci západogermánské jazykové rodiny bylo navrženo, aby se hornoněmčina, nizozemština a dolnofrančtina dále historicky rozlišovala jako irmiónština, ingvaeónština a istaveonština. Tato klasifikace naznačuje jejich historický původ z dialektů, kterými mluvili Herminoni (také známí jako Labská skupina), Ingvaeoni (neboli germánská skupina Severního moře) a Istaveoni (neboli rýnsko-vezerská skupina).
Spisovná němčina je založena na kombinaci durynsko-hornosaských a hornofranských dialektů, což jsou středoněmecké a hornoněmecké dialekty patřící do hornoněmecké nářeční skupiny. Němčina je proto blízce příbuzná ostatním jazykům založených na dialektech horní němčiny jako lucemburština (založená na středofranských dialektech) a jidiš. Se spisovnou němčinou jsou úzce spjaty také hornoněmecké dialekty používané v jižních německy mluvících zemích jako je švýcarská němčina (alemanské dialekty) a různé germánské dialekty používané ve francouzské oblasti Grand Est jako je alsaština (hlavně alemanština, ale také středofranské a hornofranské dialekty) a lotrinština (středofranské dialekty).
Po těchto dialektech horní němčiny je spisovná němčina méně příbuzná jazykům založených na dolnofranských dialektech (např. nizozemština a afrikánština), dolnoněmčině nebo dolnosaským dialektům (používají se v severním Německu a jižním Dánsku), přičemž ani jeden z nich neprošel souhláskovým posunem jako hornoněmčina. Jak bylo uvedeno, první z těchto nářečních typů je istaveonština a později ingvaeónština, kdežto hornoněmecké dialekty jsou všechny herminonské; rozdíly mezi těmito jazyky a spisovnou němčinou jsou tedy značné. S němčinou jsou příbuzné také fríské jazyky – severofríština (používá se v Severním Frísku), sater-fríština (používaná v Saterlandu) a západofríština (Frísko) – stejně jako anglické jazyky jako angličtina a skotština. Tyto anglo-fríské dialekty neprodělaly posun souhlásek jako hornoněmčina a anglické jazyky také převzaly mnoho slovní zásoby ze staré severštiny a normanského jazyka.

## Rozšíření

rozšíření němčiny:
původní jazyk
druhý nebo neoficiální jazyk
německá menšina

Němčina je úředním jazykem v těchto zemích:
- Německo (až 80 milionů mluvčích, ne všichni jsou rodilými mluvčími)
- Rakousko (7,9 milionu, ne všichni jsou rodilými mluvčími)
- Lichtenštejnsko (31 tisíc)
- Švýcarsko (4,3 milionu, všichni nejsou rodilými mluvčími) – dalšími jazyky země jsou francouzština, italština a rétorománština
- Lucembursko (270 tisíc) – spolu s lucemburštinou a francouzštinou
- Belgie (110 tisíc) – Německojazyčné společenství v provincii Lutych spolu s nizozemštinou a francouzštinou
- Itálie (260 tisíc) – převážně v Jižním Tyrolsku (autonomní provincie Bolzano)

Německy dále hovoří jako svým prvním nebo druhým jazykem menšiny v následujících zemích (údaje o počtech mluvčích mohou být zastaralé):
- Francie (1,5 milionu) – Alsasko a Lotrinsko
- Dánsko (25 tisíc) – Šlesvicko (region Syddanmark)
- Rumunsko (380 tisíc) – Banát a Sedmihradsko, v současnosti pravděpodobně podstatně méně
- Maďarsko (200 tisíc)
- Polsko (500 tisíc) – v současnosti pravděpodobně podstatně méně
- SNS (1,9 milionu) – Povolží (jižní Rusko), Kazachstán, v současnosti pravděpodobně podstatně méně
- USA (1,5 milionu) – zejména Pensylvánie, Severní a Jižní Dakota, také Texas
- Kanada (560 tisíc)
- Brazílie (1,5 milionu)
- Argentina (400 tisíc)
- Chile
- Austrálie (135 tisíc)
- Paraguay (38 tisíc)
- Namibie (25 tisíc) – do r. 1989 regionální úřední jazyk
- JAR (60 tisíc)
- Izrael (několik desítek tisíc mluvčích)
- Česko (několik desítek tisíc mluvčích)[2] – viz Německá menšina v Česku
- Slovensko (pravděpodobně několik tisíc mluvčích)
- Papua Nová Guinea – (unserdeutsch) kreolský jazyk na základě němčiny[3]

V mnoha zemích světa včetně České republiky žijí vystěhovalci nebo dočasně žijící lidé (tzv. expatriots, expats), jejichž mateřštinou je němčina. 
Počty mluvčích německých menšin je nutné brát s rezervou, neboť tato čísla se mohou mezi jednotlivými průzkumy značně lišit. V posledních desetiletích měly na počty mluvčích němčiny v zemích Východní Evropy – především v Polsku a Rumunsku – a někdejšího Sovětského svazu vliv výzvy ze strany německých úředních míst, jak před rokem 1990 tak po něm, na adresu tam žijících etnických Němců, aby se vrátili do „původní vlasti“. Tak došlo ke značnému odlivu etnických Němců v reprodukčně perspektivním věku. Není ovšem možné očekávat úplný zánik výskytu němčiny jako rodného jazyka v těchto zemích.

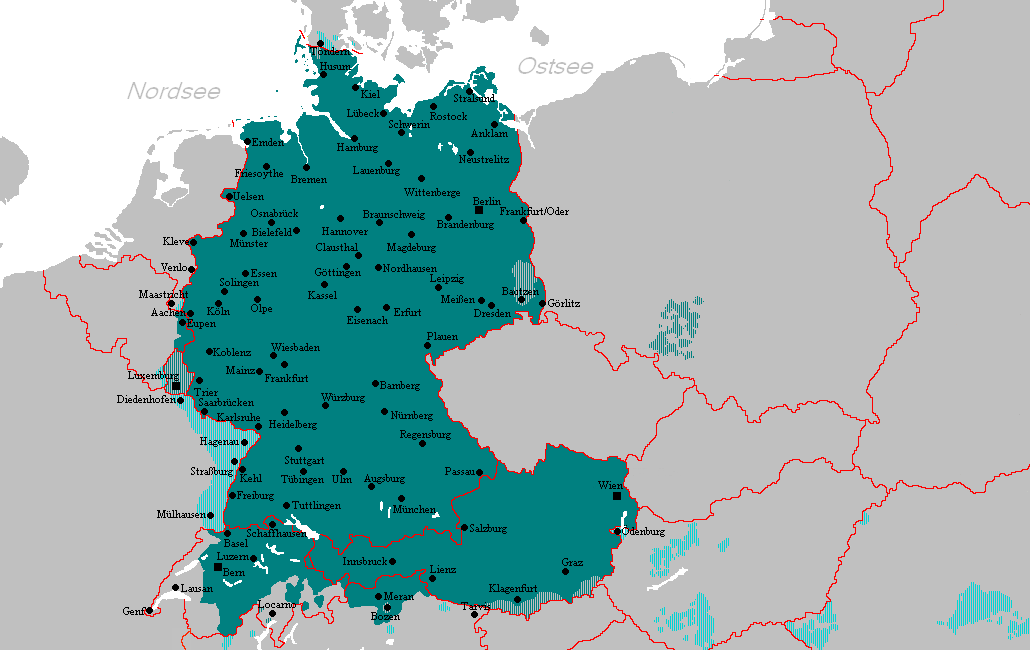
Mapa rozšíření němčiny v zemích Evropské unie
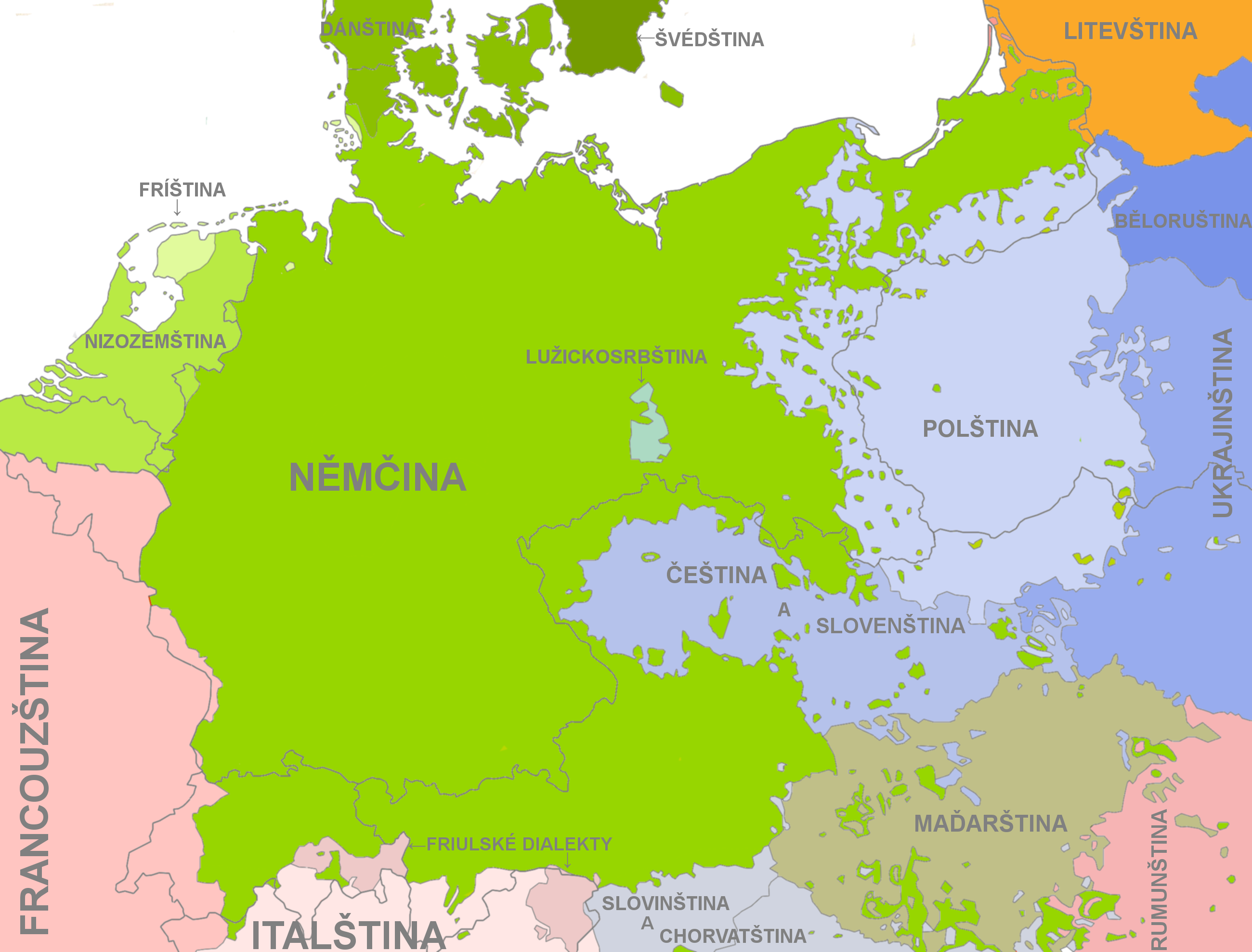
Území, kde byla roku 1910 převažujícím jazykem němčina

## Historie

Mapa německých nářečí z roku 1894 zobrazuje regionální vlivy v českém pohraničí obývaném Sudetskými Němci. Jihočeské a jihomoravské nářečí byly spřízněny s hornoněmeckým nářečím sousedních zemí (Rakousko, Bavorsko). Severočeské a severomoravské dialekty pak se středovýchodním nářečím, vyskytujícím se v Sasku a Slezsku.

Spisovná němčina, která je standardizovanou podobou hornoněmčiny (Hochdeutsch, hornoněmecké nářeční skupiny), se od ostatních germánských jazyků liší změnami v důsledku druhého posouvání hlásek, které bylo uzavřeno ke konci 8. století.
V historii vývoje spisovného německého jazyka rozlišujeme tato období:
- prehistorické/germánské (5.–8. století)
- stará horní němčina (Althochdeutsch) (8. století–1050)
- střední horní němčina (Mittelhochdeutsch) (1050–1350)
- raná nová horní němčina (Frühneuhochdeutsch) (1350–1650)
- nová horní němčina (Neuhochdeutsch) (1650–současnost)

## Nářečí
Základní členění nářečí v němčině je podle stupně druhého posouvání hlásek v jihoseverním směru:
- horská němčina (včetně rakouské a švýcarské němčiny) – úplné
- střední němčina – částečné
- dolní němčina (Platt) – žádné posouvání hlásek

Mezi jednotlivými nářečími a dialekty existují značné rozdíly. Již dialekt v Kolíně nad Rýnem je pro mnohého Němce z jiné oblasti jen těžko srozumitelný. Značné potíže pak vznikají, jedná-li se o severoněmecké tzv. Plattdütsch z Fríska nebo o dialekty z Bavorska, Bádenska či Rakouska. Zcela nesrozumitelné je pak tzv. Schwyzerdüütsch, mluvené ve Švýcarsku: švýcarské filmy nebo televizní rozhovory, vysílané v německé televizi, mají většinou podtitulky, filmové produkce jsou někdy již v originále vyrobeny s týmiž herci ve dvou jazykových verzích – pro Švýcarsko a pro export nebo jsou na vývoz dabovány do spisovné němčiny.

## Abeceda a výslovnost
Němčina se píše latinkou. S výjimkou přehlasovaných Ä, Ö, Ü a slov cizojazyčného původu nevyužívá diakritická znaménka. Používání specificky německého písmene, ostrého S (scharfes S, ß – pouze malé písmeno, při psaní verzálkami přepisováno jako SS) bylo reformou pravopisu (Neue deutsche Rechtschreibung) v 90. letech 20. století omezeno na případy dlouhé výslovnosti předchozí samohlásky. Příkladem je změna u slovesa müssen, kde se v první osobě jednotného čísla již nepíše ich muß, nýbrž ich muss. Dále např. u slova daß (že) je nový správný pravopis dass. Ve Švýcarsku je písmeno ß již celá desetiletí nezvyklé a důsledně se nahrazuje pomocí ss (Strasse). 
Německá abeceda obsahuje písmena v následujícím pořadí:
| velké:      | A | Ä          | B  | C     | D  | E | F  | G  | H  | I | J   | K  | L  | M  | N  | O | Ö          | P  | Q  | R  | S     | T  | U | Ü          | V   | W  | X   | Y   | Z   |  |
| malé:       | a | ä          | b  | c     | d  | e | f  | g  | h  | i | j   | k  | l  | m  | n  | o | ö          | p  | q  | r  | s     | t  | u | ü          | v   | w  | x   | y   | z   |  |
| výslovnost: | a | mezi a a e | be | ce/ka | de | e | ef | ge | ha | i | jot | ka | el | em | en | o | mezi o a e | pe | ku | er | z/s/š | te | u | mezi u a i | fau | ve | iks | i/ü | cet |  |

Odchylky ve výslovnosti proti češtině:
- a – výslovnost jako dlouhé á před jednou souhláskou (Baden-Baden, ich kam), jako krátké a před dvěma souhláskami (Kamm, Sammlung);
- aa – výslovnost jako dlouhé á, příjmení Haas, ve staré horní němčině Aa ve významu voda, řeka, viz jezero Aa v Alpách, říčka Aa blízko Bielefeldu;
- ä – jako e, e: (otevřené; älter, spät, Häme);
- c – jako k, staroněmecká jména jako Carl a Caroline, slova cizojazyčného původu jako Colt, Harnoncourt (příjmení rakouského dirigenta);
- ch – mnohdy jako k, např. v místních názvech Cham, Chemnitz, jindy jako české ch (Chemie) nebo také š (rovněž Chemie, dále ve jménech francouzského původu jako Chantal);
- ck – jako k (packen, Stück);
- chs – jako ks nebo chs, když je -s- částí koncovky (du machst);
- e – výslovnost dlouze, uzavřeně, téměř jako í (Gewehr); krátce a oslabeně v nepřízvučné slabice, před l, n, r mizí mnohdy téměř zcela (sloveso verstehen – zde mizí jak první tak třetí e), ale ne vždy (lesen), nemizí také v koncovkách -eln (handeln), -ern (Stern, místní název Kaldern) a po r (plurál Tore), po l (plurál Fußbälle) a po dalších souhláskách jako m (Bäume, sloveso kommen);
- ee – výslovnost zásadně dlouze, zhruba eé či jako české é (Meer, Kleeblatt, See);
- ei, ai, ey, ay – výslovnost je aj (ein, klein, drei, Mai, staroněmecky psaná příjmení jako Freytag nebo místní názvy jako Bayern, Bayreuth);
- eu, äu – oj (euch, Euter, neu, räuspern);
- g – na začátku slova g, ve slovech francouzského původu s koncovkou ge se vyslovuje jako české ž (Blamage (vyslovuje se i e na konci slova), Garage, Regisseur), někdy skoro jako ch – na konci slova (Flugzeug)
- gn – vyskytuje se ve slovech francouzského původu, pak jako n – například Kompagnie (švýcarský pravopis je ale Kompanie);
- h – po samohlásce a mezi samohláskami se mnohdy nevyslovuje, zde prodlužuje předchozí samohlásku (Ruhe, gehen), pokud to není jediná souhláska ve slově (aha, Uhu), na začátku slova či sousloví a ve slovech jinojazyčného původu se h vyslovuje (Hand, heute, Krankheit, Kohärenz);
- ie:
  - jako í: – (viel, wie, sieben, Marie, Leonie, verspielt);
  - jako i̯ə – (Familie, Linie, Italien, také Marienbad [(Mariánské Lázně]);
- ng – podobné českému mango, banka (Jüngling, lange, singen, Stange);
- o – když před jednou souhláskou, tak dlouze, spíše jako české ó (holen, roden), před dvěma souhláskami krátce jako české o (Donner, kommen, Kompagnie);
- oe – některé místní názvy jako město Soest, výslovnost je zóst;
- oo – některá slova jako doof (hloupý, omezený), výslovnost je doóf nebo dóf;
- ou – ve slovech cizojazyčného původu se vyslovuje jako ú (příjmení rakouského dirigenta Harnoncourt, kde se také čte začáteční h);
- ö – mezi o a e (gönnen, können, Abkömmling);
- ph – jako f ve slovech cizojazyčného původu, pokud se tak nadále píší (Philosophie, Photographie, Litographie), častější je ale Fotografie;
- r – téměř splývá s e (aber, Kater);
- s – z – na začátku slova s výjimkou anglických výrazů a uprostřed slova mezi dvěma samohláskami (Seite, Kausa, Dasein), avšak ve slovech cizojazyčného původu mnohdy jako s – např. Kaste, Kosmos;
- ss – s – užívá se při krátké výslovnosti předchozí samohlásky (müssen, Schluss) a tehdy, když se neužije ß (Strasse – všeobecně ve Švýcarsku nebo když chybí písmeno ß na klávesnici či při psaní velkými písmeny);
- ß – s – užívá se zpravidla při dlouhé výslovnosti předchozí samohlásky (Straße, Fuß);
- sch – š (schön, Ramsch, Schluss);
- sp – šp – na začátku slov nebo kořenů (spät, Spieler, Verspätung), na severu Německa je výslovnost mnohdy sp;
- st – št – na začátku slov nebo kořenů (stehen, Raststätte [Rastštaette], Verständnis), na severu Německa je výslovnost mnohdy st;
- th – t – jako t s přídechem (Thema) nebo jednoduché t na konci místního názvu (Bayreuth);
- tion – cijon (Funktion, Nation);
- tsch – jako č v češtině (Tschechien);
- tz – jako české c, např. sitzen, Katze, Tatze, Chemnitz);
- z – c (siezen, zehn);
- ü – mezi u a i (müssen);
- v:
  - v původně německých slovech – jako f (vielleicht, Vater);
  - v cizojazyčných slovech – jako v (Vase, Vehikel, Viadukt, Villa);
- w – v (warten, Wolfgang).

- Souhlásky k, t, někdy i p se na začátku slova a před samohláskou vyslovují s přídechem, i když o něco slabším než v

angličtině (Karl, kommen, Pauke, Post, Tante. Tobias).
- Kmenová samohláska je dlouhá před jedinou souhláskou (lesen) nebo žádnou (wo).

## Gramatika a pravopis

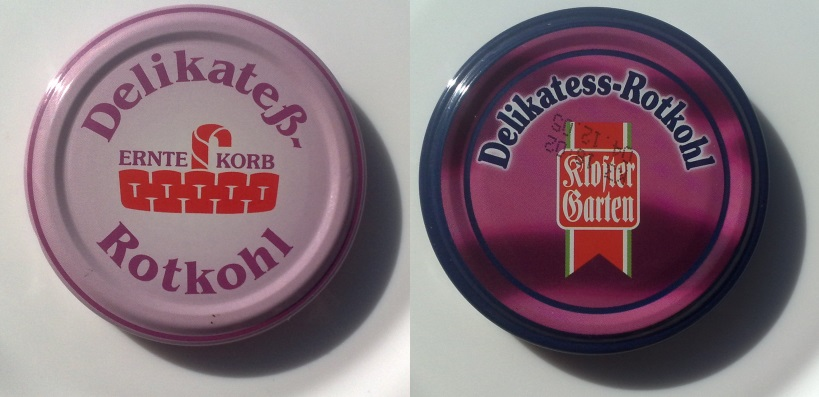
Německý nápis „Delikatesní červené zelí“ – na levém víčku je použit starý pravopis, na pravém nový po změnách let 1996–2006.

- Rozlišuje se určitý (der, die, das) a neurčitý (ein, eine) člen.
- Rozlišují se čtyři pády u jmen: nominativ, genitiv, dativ a akuzativ. Jsou vyjádřeny většinou jen tvarem členu, k některým ale patří koncovky podstatného jména.
- Systém slovesných časů je bohatší než v češtině. Původní systém významu 6 slovesných časů (předminulý [plusquamperfektum], minulý préteritum a [perfektum], přítomný [prézens] a budoucí I a II [futurum]) rozlišoval tu skutečnost, zda se jedná v přítomnosti, minulosti nebo budoucnosti o ukončený či probíhající děj. Dnes se však tento systém využívá velmi omezeně a v běžné konverzaci se používá již jen přítomný čas (vyjadřuje též budoucnost) a minulé časy perfektum a préteritum. Podmíněný děj se vyjadřuje konjunktivem a kondicionálem. Velmi časté je používání trpného rodu.
- Slovosled je díky flexibilnosti jazyka mnohem volnější než v angličtině, ale i tak existují jistá pravidla. Může mít více variant v závislosti na použitých spojkách či příslovečných určeních. Typickým rysem němčiny je odsouvání ostatních slovesných tvarů (a také hlavního slovesa ve vedlejší větě) na konec, může se tam sejít i několik sloves najednou:
  - Wenn ich das früher gewusst hätte, hätte ich es nicht mehr tun müssen.
  - Doslova: Když já to dříve věděl by měl, měl by já to ne více činit muset.
- Všechna podstatná jména se píší s velkým počátečním písmenem.

## Slovní zásoba
Starší slovní zásoba byla ovlivněna hlavně latinou a románskými jazyky. V moderní době je patrný silný vliv angličtiny. Výpůjček je vcelku značné množství, němčina však k většině přejatých slov má i samotný německý protějšek, většinou složeninu.
Příklad:
- magnetofon: r Rekorder, ale i s Tonbandgerät („zvukopáskopřístroj“)
- byznys, podnikání: s Business, ale i s Geschäft

Zvláštností je, že některá slova budí dojem neněmeckého, anglického původu, přestože v angličtině neexistují, např. s Handy – mobilní telefon. Ač čistě německá zkrácenina z s Handfernsprecher („telefon do ruky“), vyslovuje se často anglicky händy.
Výpůjčky ovšem fungují i opačným směrem. Německá slova se objevují v mnoha dalších jazycích. Například slovo r 'Bauplan' (stavební plán, skica) se v angličtině používá pro technické označení morfologie organismů. Arbeito, které v japonštině znamená vedlejší pracovní poměr, pochází z německého slova Arbeit, f. (práce) atd.

## Příklady

### Číslovky
| Německy | Česky |
| eins    | jeden |
| zwei    | dva   |
| drei    | tři   |
| vier    | čtyři |
| fünf    | pět   |
| sechs   | šest  |
| sieben  | sedm  |
| acht    | osm   |
| neun    | devět |
| zehn    | deset |

## Vzorový text
Otčenáš (modlitba Páně):
Vater unser im Himmel,
geheiligt werde dein Name.
Dein Reich komme.
Dein Wille geschehe,
wie im Himmel so auf Erden.
Unser tägliches Brot
gib uns heute.
Und vergib uns unsere Schuld,
wie auch wir vergeben
unsern Schuldigern.
Und führe uns nicht in Versuchung,
sondern erlöse uns von dem Bösen.
Amen.

### Všeobecná deklarace lidských práv
| Německy: | Alle Menschen sind frei und gleich an Würde und Rechten geboren. Sie sind mit Vernunft und Gewissen begabt und sollen einander im Geist der Brüderlichkeit begegnen. |
| Doslova: | Všichni lidé jsou narození jako svobodní a rovní důstojností a právy. Jsou obdařeni rozumem a svědomím a mají se navzájem setkávat v duchu bratrství.                |
| Česky:   | Všichni lidé se rodí svobodní a sobě rovní co do důstojnosti a práv. Jsou nadáni rozumem a svědomím a mají spolu jednat v duchu bratrství.                           |